# Brîhînți, Kozeleț
Brîhînți (în ucraineană Бригинці) este localitatea de reședință a comunei Brîhînți din raionul Kozeleț, regiunea Cernihiv, Ucraina.

## Demografie
Componența lingvistică a localității Brîhînți
     Ucraineană (99,07%)
     Alte limbi (0,93%)
Conform recensământului din 2001, majoritatea populației localității Brîhînți era vorbitoare de ucraineană (99,07%), existând în minoritate și vorbitori de alte limbi.